# Søren Busk
Søren Thomas Busk (Glostrup, 10 de abril de 1953) é um ex-futebolista profissional dinamarquês, que atuava como defensor.

## Carreira
Søren Busk fez parte do elenco da Seleção Dinamarquesa de Futebol da Copa do Mundo de 1986 